# Disilicid molybdenatý
Disilicid molybdenatý je anorganická sloučenina se vzorcem MoSi2, patřící mezi silicidy. Používá se jako žáruvzdorný keramický materiál. Jeho teplota tání činí 2030 °C a je elektricky vodivý. Za vysokých teplot se pasivuje vrstvou oxidu křemičitého, což jej chrání před další oxidací. Tepelná stálost MoSi2 a jeho vysoká emisivita jej, spolu s disilicidem wolframatým (WSi2), činí vhodným pro vysokoemisní nátěry tepelných štítů.
MoSi2 má dvě krystalové formy; alfa je čtverečná a beta šesterečná a nestabilní. Nerozpouští se ve většině kyselin, kromě dusičné a fluorovodíkové.
MoSi2 je odolný vůči oxidaci a má za teplot nad 1000 °C vysoký modul pružnosti v tahu, při nižších teplotách je křehký; po zahřátí nad 1200 °C navíc ztrácí odolnost vůči tečení. Tyto vlastnosti omezují jeho využití jako konstrukčního materiálu, ale i přesto může být složkou kompozitů.
MoSi2 a materiály jej obsahující se obvykle vyrábí spékáním. Další možností je plazmové sprejování, které poskytuje jednolité vrstvy; takto vytvořený materiál může v důsledku rychlého ochlazování obsahovat příměs β-MoSi2.
Díly obsahující disilicid molybdenatý lze použít až do 1800 °C, využití mají v elektrických pecích v laboratořích a v průmyslu při výrobě skla, oceli, elektroniky, a keramiky, a v tepelném zpracovávání materiálů. Přestože jsou příslušné díly křehké, tak se jen pomalu opotřebovávají a jejich elektrický odpor se v průběhu používání nezvyšuje. V atmosférách s nízkým obsahem kyslíku jsou jejich maximální provozní teploty nižší, protože dochází k rozkladu pasivační vrstvy.
Obdobné použití mají také kompozitní materiály založené na karbidu křemíku, titaničitanu barnatém, nebo titaničitanu olovnatém.
Disilicid molybdenatý se používá jako kontaktní materiál v mikroelektronice a k pokrytí polykřemíkových bočníků za účelem zvýšení rychlosti signálu a vodivosti.